# 유일 (전한)
유일(劉逸, ? ~ ?)은 전한 초기의 황족이자 관료이다. 사서에는 이름자 일(逸)로만 등장하나, 맡은 직책인 종정의 특성상 전한 황실의 일원임이 분명하므로 성씨는 유(劉)이다.

## 행적
문제 6년(기원전 174년), 회남왕이 시기(柴奇)와 함께 반란을 꾀하다가 발각되었다. 결국 회남왕은 문초를 받았는데, 종정 유일은 문초 후 승상 장창·전객 풍경·정위 하·비도적중위(備盜賊中尉) 복 등과 함께 문제에게 회남왕의 죄가 사형에 해당함을 아뢰었다. 문제는 회남왕을 다시 문초하게 하였으나 똑같은 결과가 나왔는데, 끝내 문제는 회남왕의 목숨을 살려주는 대신 봉국을 빼앗고 촉군으로 유배시켰다.
유일은 오로지 《사기》 권118에만 등장하며, 《한서》 권19에서 다룬 역대 종정의 명단에서도 누락되어 있다. 황실의 일원만 임명되는 종정의 특성상 유일 또한 황족임이 분명하나, 어느 계통인지는 알 수 없다.

## 출전
- 사마천, 《사기》 권118 회남형산열전
- 반고, 《한서》 권44 회남형산제북왕전